# Marathon Cup 10 2024; Club-assistent Brabantcup 2
De Marathonschaatsen 2023/2024 Marathon Cup 10 2024; Club-assistent Brabantcup 2 was de twaalfde wedstrijd van het Marathonseizoen die op zaterdag 6 januari 2024 plaatsvond op de Ireen Wüst ijsbaan in Tilburg. 
Er was geen beloften wedstrijd voor mannen. 
Evert Hoolwerf had de bij de top-divisie mannen de eerste overwinning van het seizoen behaald. In de sprint van een kopgroep van negentien won Hoolwerf de sprint van Robert Post en Christian Haasjes. Hoolwerfs ploeg moest het door een schorsing van Bart Hoolwerf na zijn rode kaart tijdens het NK met een man minder doen. De lege plek van de bij het EK actieve Bart Hoolwerf mocht door de schorsing niet worden opgevuld. Klassementsleider Harm Visser miste de slag maar behield het oranje leiderspak. Bij de top-divisie vrouwen won Irene Schouten. Schouten had besloten te starten en won na een gesloten koers de massasprint. Esther Kiel eindigde als tweede, Lianne van Loon ging bij het luiden van de bel de sprint aan maar moest uiteindelijk genoegen nemen met de derde plaats. Klassementsleidster Elsemieke van Maaren eindigde net naast het podium op de vierde plaats maar behield het oranje leiderspak.
De beloften wedstrijd voor vrouwen won Gioya Lancee. Lancee dichte zelf in de slotfase het gat naar een kopgroep van drie en was in de massasprint vervolgens de snelste. Voor Lancee was het haar derde overwinning bij de beloften. Jet Fransen eindigde achter Lancee als tweede en liep zo iets in op een vallende klassementsleidster Anna Marit Sybrandi die met een laatste krachtinspanning als derde finishte.

## Tijdschema
| um                      | Tijd (CET) | Onderdeel           |
| ----------------------- | ---------- | ------------------- |
| Zaterdag 6 januari 2024 | 18:00      | Beloften vrouwen    |
| Zaterdag 6 januari 2024 | 19:00      | Top-divisie vrouwen |
| Zaterdag 6 januari 2024 | 20:15      | Top-divisie mannen  |

## Podia
| Klasse             | Eerste         | Tweede      | Derde               |
| ------------------ | -------------- | ----------- | ------------------- |
| Topdivisie mannen  | Evert Hoolwerf | Robert Post | Christian Haasjes   |
| Topdivisie vrouwen | Irene Schouten | Esther Kiel | Lianne van Loon     |
| Beloften vrouwen   | Gioya Lancee   | Jet Fransen | Anna Marit Sybrandi |

## Top-divisie mannen[2]
| #      | Rijder               | Nationaliteit | Ploeg                     | Ronde | Punten |
| ------ | -------------------- | ------------- | ------------------------- | ----- | ------ |
| Goud   | Evert Hoolwerf       | Nederland     | Team Reggeborgh           | 126   | 30,1   |
| Zilver | Robert Post          | Nederland     | Jumbo-Visma               | 126   | 26     |
| Brons  | Christian Haasjes    | Nederland     | Sprog                     | 126   | 23     |
| 4      | Jorian ten Cate      | Nederland     | OKAY/Interfarms           | 126   | 22     |
| 5      | Gert Wierda          | Nederland     | Royal A-ware              | 126   | 21     |
| 6      | Remco Stam           | Nederland     | Jumbo-Visma               | 126   | 20     |
| 7      | Jeroen Janissen      | Nederland     | OKAY/Interfarms           | 126   | 19     |
| 8      | Wisse Slendebroek    | Nederland     | OKAY/Interfarms           | 126   | 18     |
| 9      | Niels Overvoorde     | Nederland     | Sportchaletviehhofen.at   | 126   | 17     |
| 10     | Peter Michael        | Nieuw-Zeeland | A6.nl / KMC               | 126   | 16     |
| 11     | Roel Boek            | Nederland     | Port of Amsterdam / SKITS | 126   | 15     |
| 12     | Christoffel Hendriks | Nederland     | Port of Amsterdam / SKITS | 126   | 14     |
| 13     | Bart Vreugdenhil     | Nederland     | Talentenploeg             | 126   | 13     |
| 14     | Niels Immerzeel      | Nederland     | VGR Sport / Mechan Groep  | 126   | 12     |
| 15     | Mats Stoltenborg     | Nederland     | Jumbo-Visma               | 126   | 11     |
| 16     | Willem Hoolwerf jr.  | Nederland     | Sportchaletviehhofen.at   | 126   | 10     |
| 17     | Chris Berkhout       | Nederland     | Van Ramshorst Renault     | 126   | 9      |
| 18     | Kars Jansman         | Nederland     |                           | 126   | 8      |
| 19     | Casper de Gier       | Nederland     | Team Reggeborgh           | 126   | 7      |
| 20     | Beau Snellink        | Nederland     |                           | 125   | 1      |

125 ronden
1:04:46uur (gem. 31,1sec) 46,3km/h

## Uitslag Top-divisie vrouwen[3]
| #      | Rijder                 | Nationaliteit | Ploeg                               | Ronde | Punten |
| ------ | ---------------------- | ------------- | ----------------------------------- | ----- | ------ |
| Goud   | Irene Schouten         | Nederland     | Team Albert Heijn Zaanlander        | 80    | 25,1   |
| Zilver | Esther Kiel            | Nederland     | BDM-BTZ                             | 80    | 21     |
| Brons  | Lianne van Loon        | Nederland     | KNSB Inline Selectie                | 80    | 18     |
| 4      | Elsemieke van Maaren   | Nederland     | BDM-BTZ                             | 80    | 17     |
| 5      | Tessa Snoek            | Nederland     | VGR Sport / Vreugdenhil Dairy Foods | 80    | 16     |
| 6      | Arianna Pruisscher     | Nederland     | Team Albert Heijn Zaanlander        | 80    | 15     |
| 7      | Sofia Schilder         | Nederland     | Van Ramshorst Renault               | 80    | 14     |
| 8      | Loesanne van der Geest | Nederland     | PGM Bakker                          | 80    | 13     |
| 9      | Ineke Dedden           | Nederland     | BDM-BTZ                             | 80    | 13     |
| 10     | Pien van den Bos       | Nederland     | Wokke Vastgoed                      | 80    | 11     |
| 11     | Femke Mossinkoff       | Nederland     | Van Ramshorst Renault               | 80    | 10     |
| 12     | Beau Wagemaker         | Nederland     | PGM Bakker                          | 80    | 9      |
| 13     | Merel Bosma            | Nederland     | BDM-BTZ                             | 80    | 8      |
| 14     | Dieuwertje van Kalken  | Nederland     | Turner                              | 80    | 7      |
| 15     | Paula Konijn           | Nederland     | Haak powered by OCRE                | 80    | 6      |
| 16     | Iris van der Stelt     | Nederland     | PEER racefietsen Wijk en Aalburg    | 80    | 5      |
| 17     | Nienke Smit            | Nederland     | Haak powered by OCRE                | 80    | 4      |
| 18     | Tjilde Bennis          | Nederland     | Turner                              | 80    | 3      |
| 19     | Sophie Kraaijeveld     | Nederland     | Gewest Fryslan / Victron Energy     | 80    | 2      |
| 20     | Olin Verhoog           | Nederland     | Haak powered by OCRE                | 80    | 1      |

80 ronden
0:43:59uur (gem. 33,0sec) 43,7km/h

## Uitslag beloften vrouwen[4]
| #      | Rijder                 | Nationaliteit | Ploeg                               | Ronde | Punten |
| ------ | ---------------------- | ------------- | ----------------------------------- | ----- | ------ |
| Goud   | Gioya Lancee           | Nederland     | BDM-BTZ                             | 60    | 25,1   |
| Zilver | Jet Fransen            | Nederland     | Wokke Vastgoed                      | 60    | 21     |
| Brons  | Anna Marit Sybrandi    | Nederland     | Boltrics                            | 60    | 18     |
| 4      | Mayke Vriesinga        | Nederland     |                                     | 60    | 17     |
| 5      | Thirza Koers           | Nederland     | Speelman / Exclusief Vastgoedbeheer | 60    | 16     |
| 6      | Lidia Tempert          | Nederland     | Boltrics                            | 60    | 15     |
| 7      | Maaike Koelewijn       | Nederland     | Fortune Coffee                      | 60    | 14     |
| 8      | Esmée Brommer          | Nederland     | PGM Bakker                          | 60    | 13     |
| 9      | Manon Gremmen          | Nederland     | Husqvarna / Praktijk Centrum Bomen  | 60    | 12     |
| 10     | Liset Speelman         | Nederland     | Speelman / Exclusief Vastgoedbeheer | 60    | 11     |
| 11     | Rienke Boonstra        | Nederland     | Leontienhuis                        | 60    | 10     |
| 12     | Mirjam Thomas          | Nederland     | Gewest Fryslan / Victron Energy     | 60    | 9      |
| 13     | Sanne Westra           | Nederland     | Gewest Fryslan / Victron Energy     | 60    | 8      |
| 14     | Britt van Wees         | Nederland     | Wokke Vastgoed                      | 60    | 7      |
| 15     | Susanne Prins          | Nederland     | Van Ramshorst Renault               | 60    | 6      |
| 16     | Hilde-Marije Dijkstra  | Nederland     | The B team                          | 60    | 5      |
| 17     | Lianne van Gammeren    | Nederland     | PEER racefietsen Wijk en Aalburg    | 60    | 4      |
| 18     | Kaat van Steekelenburg | Nederland     | Fortune Coffee                      | 60    | 3      |
| 19     | Vera van Ditshuizen    | Nederland     | Vechtsebanen                        | 60    | 2      |
| 20     | Iza Stekelenburg       | Nederland     | Vector                              | 60    | 1      |

60 ronden
0:34:41uur (gem. 34,7sec) 41,5km/h

### Snelste wedstrijdgemiddelde
| Klasse              | Snelste gemiddelde       | Tijd     | Ronden | Schaatsster    | Nationaliteit | Ploeg                        |
| ------------------- | ------------------------ | -------- | ------ | -------------- | ------------- | ---------------------------- |
| Top-divisie Mannen  | 46,3 km/h (gem. 31,1sec) | 01:04:46 | 125    | Evert Hoolwerf | Nederland     | Team Reggeborgh              |
| Top-divisie Vrouwen | 43,7 km/h (gem. 33,0sec) | 00:43:59 | 80     | Irene Schouten | Nederland     | Team Albert Heijn Zaanlander |
| Beloften Vrouwen    | 41,5 km/h (gem. 34,7sec) | 00:34:41 | 60     | Gioya Lancee   | Nederland     | BDM-BTZ                      |

Marathon Cup 1 · 
Marathon Cup 2 · 
Marathon Cup 3 ·
Marathon Cup 4 · 
Marathon Cup 5 · 
Marathon Cup 6 · 
Marathon Cup 7 · 
Marathon Cup 8 · 
Staatsloterij Schaatsmarathon · 
Marathon Cup 9 · 
NK kunstijs · 
Marathon Cup 10 · 
Eerste schaatsmarathon op natuurijs · 
Tweede schaatsmarathon op natuurijs · 
Marathon Cup 11 · 
Marathon Cup 12 · 
Grand Prix 1 · 
Open NK natuurijs · 
Grand Prix 2 · 
Grand Prix 3 ·
Marathon Cup 13 ·
Marathon Cup 14 · 
Grand Prix 4 · 
Grand Prix 5 · 
Grand Prix 6 ·  
Marathon Cup 15
Klassementen: KNSB Cup ·
Jongeren · 
Ploegen ·
Grand Prix ·
Club-assistent Brabantcup ·
Natuurijs vierdaagse
Lijst van schaatsmarathonrijders 2023/2024